# Částice
Částice je velmi malá část hmoty, která se projevuje svými charakteristickými vlastnostmi (energií, hmotností, elektrickým nábojem, spinem, chemickou reaktivností, dobou života, aj.).
Studiem částic ve fyzice se zabývá především fyzika částic, která se zaměřuje především na studium elementárních částic a dále částic, které vzniknou v důsledku vazby mezi elementárními částicemi (takové částice bývají také označovány jako složené).
Fyzika částic se zabývá nejen částicemi, které byly pozorovány při experimentech, ale také hypotetickými částicemi, tedy částicemi, jejichž existence je předpovídána na základě teorií, avšak zatím nebyly pozorovány.
Mnohé částice se samovolně rozpadají na jiné částice (například radioaktivní rozpad) – takové částice se označují jako nestabilní. Částice, které se nerozpadají, bývají označovány jako stabilní částice. Částice lze dělit do různých skupin podle mnoha kritérií.

## Dělení podle velikosti
- bodová částice
- subatomární částice

Pro technické účely se často používá dělení podle velikosti na
- makročástice
- mikročástice
- nanočástice

## Dělení podle fyzikální podstaty
Podle fyzikální podstaty lze částice rozdělit na
- látkové – částice, které tvoří stavební součásti hmotných látek. Jejich klidová hmotnost je vždy větší než nula, tedy nemohou se pohybovat rychlostí světla. Ke každé látkové částici existuje antičástice. Elementárními částicemi této skupiny jsou fermiony, konkrétně leptony (např. elektrony, pozitrony, miony, neutrina) a kvarky. Z nich jsou složeny další látkové subatomární částice – mezony a hadrony (např. protony, antiprotony, neutrony apod.)
- polní – částice, které zprostředkují jednu ze základních interakcí. Jedná se o bosony. Jejich klidová hmotnost může být nulová (například foton a gluon) i nenulová (například intermediální bosony slabé interakce W+, W−, Z0).

## Elementární částice
Elementární částice nemají vnitřní strukturu a jsou považovány za bodové. Jsou základními objekty kvantové teorie pole.

### Standardní model
Elementární částice popisuje standardní model.
Dělí se na částice látkové a polní; vhodnou rozlišovací charakteristikou je jejich spin:
- Elementární částice látky jsou vesměs fermiony, tedy částice s poločíselným spinem. Patří mezi ně leptony (např. elektron, neutrino, pozitron, mion) a kvarky. Ke každé elementární částici látky existuje odpovídající antičástice.
- Elementární částice pole (neboli intermediální částice) jsou bosony, tedy částice s celočíselným spinem. Patří sem např. foton, gluon nebo Higgsův boson.

Všechny elementární částice standardního modelu již byly experimentálně pozorovány.

### Hypotetické částice
Různé fyzikální teorie předpovídají existenci dalších elementárních částic, které se dosud (rok 2024) nepodařilo experimentálně objevit či nepřímo prokázat. Jedná se například o částice předpovídané na základě supersymetrie: skvarky, sleptony (např. selektron), gluino, neutralina a chargina. Dalšími hledanými částicemi (jako možní kandidáti na skrytou hmotu) jsou axiony. Z hledaných částic interakcí jsou to graviton jakožto předpokládané kvantum gravitační interakce, těžké bosony obdobné částicím elektroslabé interakce (W', Z') a další higgsovské částice. V teoretických konceptech se uvažuje tachyon, hypotetická částice pohybující se nadsvětelnou rychlostí.

## Složené částice
Složené částice lze rozdělit do několika hierarchických úrovní.
Do subatomárních složených částic patří ze známých částic hadrony, hypoteticky se předpokládají i jiné exotické složené částice, mimo jiné leptokvarky (složené z leptonů a kvarků zároveň), kvarkovogluonové vázané stavy či gluebally (složené z gluonů).
Vyššími hierarchickými úrovněmi jsou atomová jádra, ionty, atomy a molekuly.
Hranice úrovní přitom nejsou ostré (proton je současně hadronem, atomovým jádrem i iontem vodíku H+; některé molekuly jsou jednoatomové).

### Hadrony
Hadrony jsou subjaderné složené částice, které mohou obsahovat kvarky a antikvarky, případně pouze vázané stavy více gluonů. Hadrony jsou částice schopné vzájemného silového působení prostřednictvím silné interakce.
Hadrony se podle spinu a kvarkového složení dělí na v přírodě běžné:
- mezony – hadrony s celočíselným spinem složené z 1 kvarku a 1 antikvarku (patří mezi ně např. pion, kaon)
- baryony – hadrony s poločíselným spinem složené ze 3 kvarků (patří mezi ně například proton, neutron, hyperony);

a exotické nově objevené složené částice:
- tetrakvarky – s celočíselným spinem, složené ze 2 kvarků a 2 antikvarků;[9][10][11][12]
- pentakvarky – s poločíselným spinem, složené ze 4 kvarků a 1 antikvarku;[13][14]
- hexakvarky (včetně dibaryonů) – s celočíselným spinem, složené ze 6 kvarků;[15][16]
- glueballs, vázané stavy více gluonů[pozn. 3] – z lichého počtu (odderony) či sudého (zatím hypotetické pomerony).[17][19]

Teorie elementárních částic připouští možnou existenci dalších exotických subjaderných částic složených z elementárních částic standardního modelu. Speciální skupinu (rozumí se mimo hadrony) by tak mohly tvořit leptokvarky, vázané stavy leptonů a kvarků; první náznak možné existence leptokvarků byl překvapivě získán v CERNu v rámci experimentu LHCb v r. 2021.
Pozn.: Vázané stavy více leptonů umožňuje pouze elektromagnetická interakce, proto se řadí mezi exotické atomy.

### Atomové jádro
Atomové jádro je složeno z protonů a neutronů. Každý typ jádra obsahuje určitý počet protonů a neutronů (nuklid, izotop). Jadernými reakcemi lze měnit nuklid na jiný. Na studium atomového jádra se zaměřuje jaderná fyzika.
Obdobou atomových jader, ale bez protonů, jsou částice neutronia, složené pouze z neutronů vázaných zbytkovou silnou interakcí, jako jsou dineutrony a tetraneutrony.

### Atomy aionty
Atomy jsou nejmenší neutrální částice, na něž lze hmotu rozdělit chemickou reakcí. Atomy jsou složeny z malého, hmotného atomového jádra, které je obklopeno relativně velkým a lehkým elektronovým obalem. Každý typ atomu odpovídá určitému chemickému prvku (viz periodická tabulka).
Nerovnováha elektrického náboje mezi atomovým jádrem a elektronovým obalem vede ke vzniku iontů (kationty a anionty). Na atomy se zaměřuje atomová fyzika a také chemie.

### Molekuly
Molekuly jsou nejmenší částice, na které lze hmotu rozdělit se zachováním vlastností dané hmoty (molekuly jsou tedy základní částice nesoucí vlastnosti celku). Každá molekula odpovídá určité chemické sloučenině nebo prvku. Molekuly jsou složeny z jednoho nebo více atomů. Studiem molekul se zabývá chemie.

## Kvazičástice
Rovnice, které popisují mnohočásticové systémy, nebo jejich řešení, jsou často svou formou velmi podobné popisu přítomnosti nějaké částice, aniž by taková samostatná částice v daném systému opravdu existovala. Jedná se o určitý druh kolektivních kvantových stavů (víceatomové elektronové stavy v látce, například excitace atomové mřížky, vícenukleonové stavy v atomovém jádře apod.), které jsou nejen výpočetním konstruktem, ale mohou mít konkrétní reálné projevy (přenos energie, hybnosti, elektrického náboje, magnetického momentu, statistické chování podle spinu apod.). Označují se kvazičástice. Kvazičástice (někdy též „kolektivní excitace“) přestavují způsob, jak zjednodušit popis mnohočásticových systémů. Příkladem jsou elektronové díry, fonony, magnony nebo plazmony. Materiálové inženýrství umožňuje jejich vlastnosti pozměňovat.
Kvazičástice mohou mít velmi exotické vlastnosti, které jsou pro normální částice vyloučené. Například v zlomkovém kvantovém Hallově jevu se vyskytují kvazičástice s elektrickým nábojem rovným zlomkové části (například pětině) elementárního náboje; ve „dvourozměrných“ kvantových strukturách (jednoatomové vrstvy a podobně) je možno realizovat kvazičástice, jejichž statistické chování je mezi fermiony a bosony (anyony). Byly též prokázány kvazičástice chovající se jako magnetický monopól či s nulovou a dokonce i zápornou efektivní hmotností.

## Virtuální částice
Virtuální částice je koncept kvantové teorie pole. Tyto částice nesplňují Pythagorovu větu o energii. Virtuální částice jsou však takové částice, které existují pouze ve velmi omezeném čase a prostoru (jako například tunelový jev). Virtuální částice se v mnoha směrech chovají jako reálné částice.